# Axenstrasse

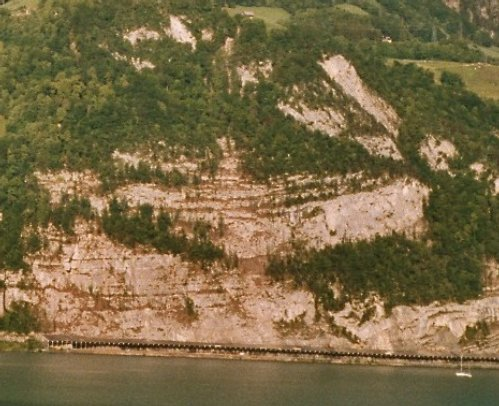
De Axenstrasse, gezien vanaf de andere oever.

De Axenstrasse is een weg in Zwitserland die de dorpen Brunnen en Flüelen op de oostelijke oever van het 
Vierwoudstedenmeer met elkaar verbindt. De weg gaat verder naar het in Uri gelegen dorp Sisikon. De tweestrooksweg is onderdeel van een regionaal wegennet N4 dat op zijn beurt weer gekoppeld is aan de A4. De Axenstrasse heeft een kleine tunnel en schermen tegen mogelijke steenlawines. Parallel aan de weg loopt het spoor van de Gotthardspoorlijn.

## Geschiedenis
Met de aanleg van de weg werd begonnen in 1861 nadat er genoeg geld was ingezameld voor de bouw. Vroeger moest voor het verkeer over de Gotthardpas al het personen- en goederenvervoer op dit traject worden overgezet op schepen.
Het traject Flüelen-Sisikon werd in 1864 geopend en het traject Sisikon-Brunnen in 1865. Sindsdien is de weg steeds opnieuw uitgebouwd en ook is er een tunnel aangelegd. Al in 1880 vervoerde de Gotthardpost 61.000 reizigers over de Axenstrasse, het Urnerdal en de pas. Op de Axenstrasse werd tot 1928 tol geheven.
Steeds weer vielen er rotsmassa's en ook af en toe lawines op de Axenstrasse. Midden jaren 80 werd de weg maandenlang geblokkeerd door rotsblokken, zodat Sisikon alleen bereikbaar was met de trein of per schip. In het begin van de jaren 90 dreigde op het traject van Schwyz een rotsuitstulping op de weg te storten. Na de bouw van een omleidingstunnel werd de rots gecontroleerd opgeblazen en stortte in stukken in de Urnersee.

## Toekomst
Volgens het federale ministerie voor Wegenbouw ASTRA moet de weg tussen 2011 en 2025 in verschillende etappes uitgebouwd worden.